# ベルナルダ・ブルチッチ
ベルナルダ・ブルチッチ（Bernarda Brčić、女性、1991年5月12日 - ）は、クロアチアの女子バレーボール選手。ポジションはセッター。クロアチア代表。

## 来歴

### クラブチーム
オシエク出身。2005年、ŽOKリエカに入団。2006/07～2012/13シーズンにかけてのクロアチア国内リーグでは7連覇を果たした。2013/14シーズンはイタリアセリエA1のRobur Tiboni Urbino Volleyへ移籍した。2014/15シーズンはフランスリーグのLe Cannet Volley Ballでプレーした。2015/16シーズンはイタリアセリエA1（当時）のNeruda Bolzanoでプレーした。2016/17シーズンはルーマニアリーグのCSMトゥルゴヴィシュテでプレーしリーグ4位の成績だった。2017/18シーズンはロシアスーパーリーグのCalcit Volleyでプレーした。2018/19シーズンは途中よりPolisportiva Filottrano Pallavoloでプレーした。2019/20シーズンはフランスリーグのバレー・ミュルーズ・アルザスでプレーした。2020/21シーズンからはRCカンヌへ移籍し、3年間在籍した。

### 代表チーム
アンダーカテゴリーの代表として2008年のジュニアの欧州選手権に出場した。2013年にクロアチア代表に初選出される。同年の地中海競技大会で銅メダルを獲得した。2014年、イタリアで開催された世界選手権に出場した。2015年、欧州選手権に出場した。2016年のリオ五輪欧州大陸予選、ワールドグランプリに出場した。2019年、欧州選手権に出場した。2020年、東京五輪欧州大陸予選に出場した。

## 球歴
- 世界選手権 - 2014年
- ワールドグランプリ - 2014年、2016年
- 欧州選手権 - 2013年、2015年、2019年

## 所属クラブ
- ŽOKリエカ（2005-2013年）
- Tiboni Urbino（2013-2014年）
- Entente sportive Le Cannet-Rocheville（2014-2015年）
- ネルーダ・バレー（2015-2016年）
- CSMトゥルゴヴィシュテ（2016-2017年）
- Calcit Volley（2017-2018年）
- Polisportiva Filottrano Pallavolo（2018-2019年）
- バレー・ミュルーズ・アルザス（2019-2020年）
- RCカンヌ（2020-2023年）
- Sm'Aesch Pfeffingen（2023-）